# Gerónimo Fresno
Gerónimo Fresno (Prádanos de Ojeda, 27 de setembre de 1824-Alençon, octubre/novembre de 1874) va ser un pintor i fotògraf espanyol establert a França.
Va néixer el 27 de setembre de 1824 a Prádanos de Ojeda, a la província de Palència. Va ser alumne de la Reial Acadèmia de Belles Arts de San Fernando, que conserva un dibuix d'estudi de model masculí de 1845. Vinculat probablement als membres de la família Madrazo, a la dècada del 1850 va participar en la Sèrie Cronològica dels Reis d'Espanya, a la qual va aportar el retrat de Beremund II de Lleó.
Posteriorment va instal·lar-se a França, després d'una estada a Tours, va obrir estudi de pintura i fotografia a Alençon el 1864 i, més tard, va obrir una oficina a Flers, la qual va ser gestionada per un gerent. Allà va signar habitualment els seus treballs com «G. Fresneau». El 1873 va participar en l'exposició industrial d'Alençon. Un any més tard va morir en estranyes circumstàncies; va ser vist per darrera vegada a la fonda on acostumava a dinar el 25 d'octubre de 1874. Al cap d'uns dies, la seva absència sobtada fou notòria i el 5 de novembre la policia va haver d'entrar a la força al seu domicili, on van trobar el seu cadàver en descomposició, penjat d'una corda que s'havia trencat. A la casa no s'hi van trobar objectes de valors, però mai es va esbrinar si havia estat un suïcidi o un assassinat.